# Gerre de’ Caprioli
Gerre de’ Caprioli ist eine norditalienische Gemeinde (comune) mit 1323 Einwohnern (Stand 31. Dezember 2023) in der Provinz Cremona in der Lombardei. Die Gemeinde liegt etwa sechs Kilometer südsüdöstlich von Cremona am Po.

## Verkehr
Durch die Gemeinde führt die Autostrada A21 von Turin nach Brescia.